# NGC 2377
NGC 2377 é uma galáxia espiral (Sc) localizada na direcção da constelação de Monoceros. Possui uma declinação de -09° 39' 38" e uma ascensão recta de 7 horas, 24 minutos e 56,7 segundos.
A galáxia NGC 2377 foi descoberta em 19 de Janeiro de 1874 por Édouard Jean-Marie Stephan.